# ポキメイン
Pokimane（1996年 - ) はモロッコ系カナダ人のTwitchストリーマー、YouTuberである。
ネットでは「ポキメイン(/poʊkimeɪn/)」の名前で知られているが、本名はイマーン・アニース（Imane Anys、アラビア文字表記إِيْمَان أَنِيْس、1996年5月14日 -）である。コンテンツクリエイター集団OfflineTVに属する。

## 経歴
2017年にTwitchで45万人のフォロワーを獲得し、フォロワー数100位以内に入った。League of Legendsのストリーミングで有名であり、League of Legendsの告知動画に出演したこともある。
2020年10月、米国下院のアレクサンドリア・オカシオ＝コルテス議員とイルハン・オマル議員および、多数の有名ストリーマーたちとAmong Usをプレイするストリーミングを行い、2020年アメリカ合衆国大統領選挙への投票の呼びかけを行った。
2021年10月、タレント事務所RTSの立ち上げにチーフ・クリエイティブ・オフィサーとして関わっていることを明らかにした。

## 受賞歴
| 年   | 賞                   | 部門                        | 結果       | 出典   |
| ---- | -------------------- | --------------------------- | ---------- | ------ |
| 2018 | 第10回Shorty Awards  | Twitch Streamer of the Year | 受賞       | [ 6 ]  |
| 2018 | 第8回Streamy Awards  | Live Streamer               | ノミネート | [ 7 ]  |
| 2018 | The Game Awards 2018 | Content Creator of the Year | ノミネート | [ 8 ]  |
| 2019 | Esports Awards       | Streamer of the Year        | ノミネート | [ 9 ]  |
| 2020 | Canadian Game Awards | Best Canadian Streamer      | ノミネート | [ 10 ] |
| 2020 | Esports Awards       | Streamer of the Year        | ノミネート | [ 11 ] |
| 2020 | 10th Streamy Awards  | Live Streamer               | ノミネート | [ 12 ] |